# Тикушу Веки (Брашов)
Тикушу Веки (рум. Ticuşu Vechi) насеље је у Румунији у округу Брашов у општини Тикушу Веки. Oпштина се налази на надморској висини од 474 m.

## Становништво
Према подацима из 2002. године у насељу је живело 633 становника.

### Попис2002.
| Расподела становништва по националности 2002.‍ | Расподела становништва по националности 2002.‍ | Расподела становништва по националности 2002.‍ | Расподела становништва по националности 2002.‍ | Расподела становништва по националности 2002.‍ |
| --------------------------------------------- | --------------------------------------------- | --------------------------------------------- | --------------------------------------------- | --------------------------------------------- |
|                                               |                                               |                                               |                                               |                                               |
| Румуни                                        | Румуни                                        |                                               | 287                                           | 45,3%                                         |
| Мађари                                        | Мађари                                        |                                               | 7                                             | 1,1%                                          |
| Роми                                          | Роми                                          |                                               | 332                                           | 52,4%                                         |
| Немци                                         | Немци                                         |                                               | 7                                             | 1,1%                                          |